# Победа с песен на уста
„Победа с песен на уста“ (на френски: La Victoire en chantant) е френско-швейцарски филм от 1976 година, военна трагикомедия на режисьора Жан-Жак Арно по негов собствен сценарий.
Филмът е антивоенна сатира с действие, развиващо се в изолирано френско колониално селище в Африка, до което с месеци закъснение достигат новините за началото на Първата световна война. Неколцината оглупели от ограничения провинциален живот френски колонисти са обзети от патриотично въодушевление и мобилизират местни жители, за да нападнат недалечно германско колониално селище, но първоначалните им очаквания за лека кампания, подобна на пикник, се сблъскват с реалността. Главните роли се изпълняват от Жак Списер, Жан Карме, Жак Дюфило.
„Победа с песен на уста“ получава наградата „Оскар“ за чуждоезичен филм.